# Joey Sturgis
Joey Sturgis (Connersville, 3 gennaio 1985) è un produttore discografico, musicista e cantante statunitense.
È conosciuto per il suo lavoro con gruppi musicali principalmente metalcore e post-hardcore (molti dei quali anche electronicore), come Asking Alexandria, The Devil Wears Prada, Attack Attack!, Of Mice & Men, I See Stars, Crown the Empire, The Word Alive e Blessthefall, per un totale di oltre 60 album prodotti e/o mixati.
I suoi studi di registrazione, The Foundation Recording Studio, sono locati a Connersville, Indiana.